# Habsburg Izabella dán királyné
Ausztriai Izabella (spanyolul: Isabel de Austria, ismert névváltozata az Erzsébet, dánul: Elisabeth af Østrig; Brüsszel, Brabant, Burgundi Németalföld, 1501. július 18. – Gent, Flandria, Habsburg Németalföld, 1526. január 19.), Dánia, Norvégia és Svédország királynéja 1515 és 1523 között – a kalmari unió idején – II. Keresztély király hitveseként. 1520-ban régensként is uralkodott Dániában.
A hercegnő Szép Fülöp és Kasztíliai Johanna leánya volt, a későbbi V. Károly német-római császár húga. Nagynénje, Ausztriai Margit főhercegnő felügyelete alatt nevelkedett, oktatását olyan neves humanistákra bízták mint Juan Luis Vives és Adriaan Florenszoon Boeyens (a későbbi VI. Adorján pápa). 1514-ben dinasztikus házasságot kötött II. Keresztély dán és norvég királlyal. Kapcsolatukat azonban megnehezítette a király holland szeretőjének, Dyveke Sigbritsdatternek jelenléte. A nő 1517-es halálát követően azonban a házastársak viszonya rendeződött, Izabella férje hű támasza lett és 1520-ban még régensnek is kinevezték a király távollétének idejére.
1520-ban férje megszerezte a svéd trónt is, azonban az ott véghez vitt tömeges kivégzések hatására egy évvel később megfosztották koronájától, majd 1523-ban Dániából is elűzték. A királyi család Angliában, Szászországban és Habsburg Németalföldön keresett menedéket. Száműzetésük ideje alatt Izabella végig kiállt férje mellett és családi kapcsolatai révén próbált támogatókat szerezni ügyüknek, hogy visszatérhessenek a dán trónra. 1524-ben részt vett a nürnbergi birodalmi gyűlésen is, hogy megnyerje maguknak fivérét, V. Károly császárt.
A német területeken tett utazásai hatására Izabella rokonszenvezni kezdett a protestáns mozgalmakkal. 1526-ban azonban betegség következtében mindössze huszonnégy éves korában elhunyt. Halálhíre széleskörű gyászt váltott ki. Halálos ágyán állítólag katolikus és protestáns úrvacsorát is kapott, ám családja, a mélyen római katolikus Habsburg-ház kijelentette, hogy Izabella buzgó katolikusként hunyt el.

## Élete

### Származása
A félig osztrák, félig spanyol (kasztíliai) hercegnő 1501. július 18-án, Brüsszelben, Spanyol-Németalföld fővárosában született Szép Fülöp főherceg és Kasztíliai (Őrült) Johanna királynő harmadik gyermekeként és második lányaként. Testvérei:
- Eleonóra (1498–1558), akinek első férje I. Mánuel portugál király, második férje I. Ferenc francia király (1494–1547) volt.
- Károly (1500–1558), V. Károly néven német-római császár, kasztíliai király stb., felesége Izabella (1503–1539) portugál infánsnő
- Ferdinánd (1503–1564), Ausztria uralkodó főhercege, magyar és cseh király, német-római császár, felesége Jagelló Anna (1503–1547) magyar és cseh királyi hercegnő
- Mária (1505–1558), férje II. Lajos (1506–1526) magyar király. A mohácsi csata után megözvegyülve Spanyol-Németalföld helytartója lett.
- Katalin (1507–1578), férje III. János (1502–1557) portugál király.

Izabella gyermekéveit Spanyol-Németalföldön töltötte, apai nagynénje, Habsburg Margit savoyai hercegné gyámsága alatt, aki a tartomány spanyol királyi helytartója volt.

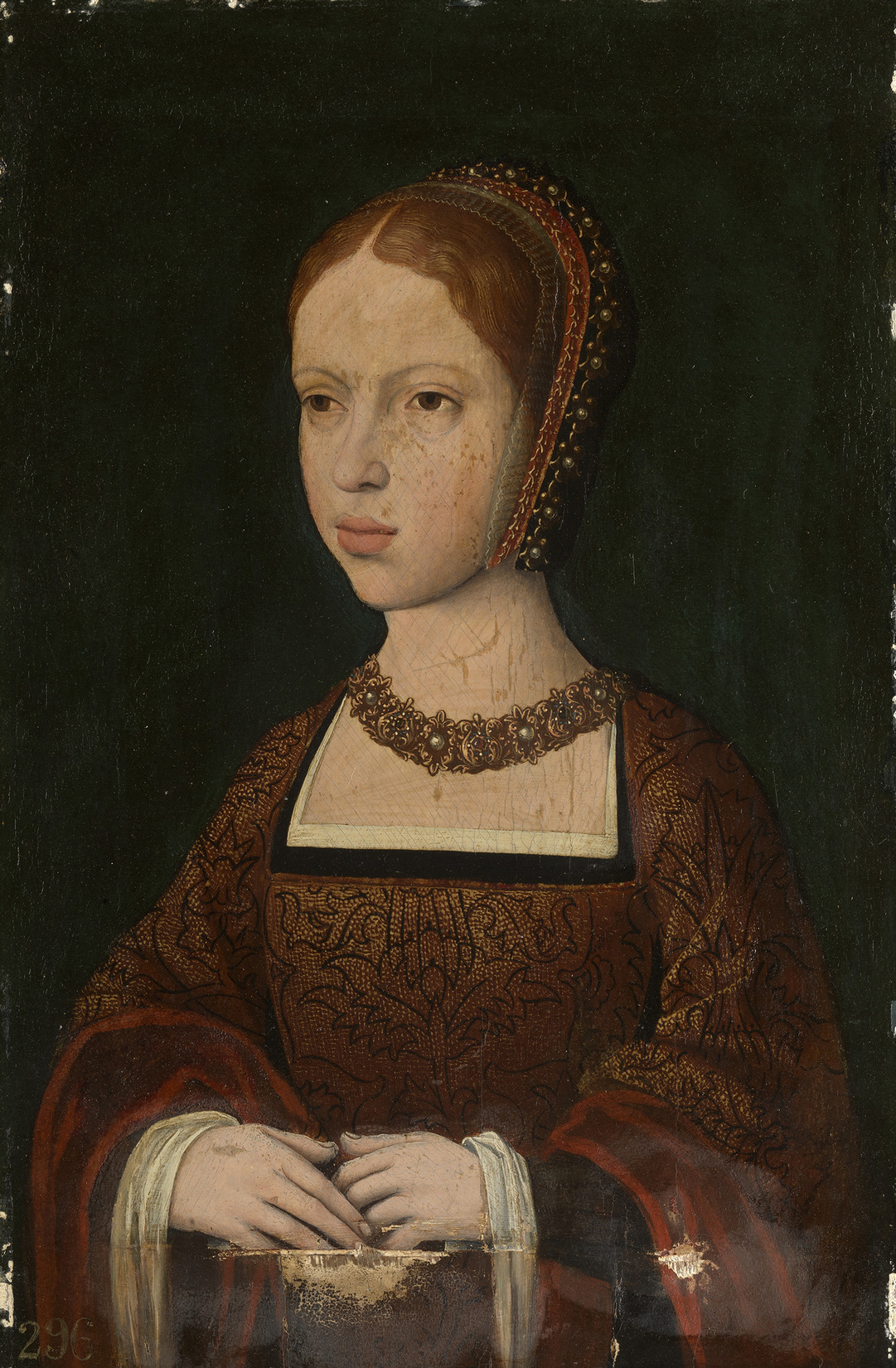
Habsburg Izabella spanyol királyi hercegnő, Dánia királynéja

### Házassága
1514. július 11-én, képviselők útján, névleges formában nőül ment II. Keresztély dán királyhoz, ám egy évvel később, 1515. augusztus 12-én az esküvői szertartást újból meg kellett ismételniük, mivel Izabella csak addigra érte el a megfelelő kort a házasság elhálásához és örökösök világrahozatalához.
A király és a királyné kapcsolata a házasság első éveiben elég feszült és közömbös volt, és új hazájában Izabella új nevet kezdett el használni, az Erzsébetet. Rendkívül kényelmetlenül érezte magát a dán udvarban, mivel férje szeretője, Dyveke Sigbritsdatter és annak anyja, Sigbrit Willoms igen nagy befolyást szerzett az uralkodó és környezete felett, ám a királyné közérzete, valamint férjével való viszonya csak akkor kezdett el láthatóan javulni, amikor Dyveke 1517-ben meghalt, Sigbrittel való kapcsolata pedig ugyancsak pozitív módon átalakult, s így már mindkét asszony az uralkodó fontos tanácsadójává vált az ország főbb ügyeiben. 1520-ban Keresztély megszerezte magának a svéd koronát is, így Izabella immáron svéd királyné is lett. 1523-ban a királyné hitvesével és gyermekeivel együtt elhagyta Dániát, és Hollandiába hajózott, majd pedig körbeutazták az egész Németalföldet, hogy támogatókat szerezzenek férje trónjának visszaszerzéséhez. Utazásaik során, 1523-ban jártak többek között Szászországban és 1523-24-ben Berlinben is, ahol a királynét érdekelni kezdték Luther Márton tanításai és a protestáns vallás, habár később Keresztély tanácsára hivatalosan sosem tért át erre a hitre, mivel politikai és családi okokból nem hozhatta nyilvánosságra efféle nézeteit, elvégre a Habsburgok mindig is elkötelezett katolikusok voltak.
1525 tavaszán Izabellát egy rejtélyes kór támadta meg, mely körülbelül egy évvel előtte kezdődött a királynénál, s napról napra rosszabbodott. Az asszonyt végül 24 évesen érte a halál Zwijnaarde kastélyában, és úgy hírlik, mindkét úrvacsorát, a protestánsat és a katolikusat is elfogadta halálos ágyán, ám ezt Habsburg rokonai később megcáfolták, mivel szerintük Izabella hű katolikusként halt meg 1526-ban. A királyné halála előtt apai nagynénjére bízta Keresztély visszasegítését a dán trónra.
Férje, Keresztély király, aki 20 évvel volt idősebb Izabellánál, csak 33 évvel később, 1559-ben hunyt el, 77 éves korában. Felesége halála után már nem nősült újra.

### Gyermekei
- Egy halott fiúgyermek (1516)
- János (1518–1532), 14 évesen meghalt,
- Miksa és Fülöp (*/† 1519), ikrek, születésük után rövidesen meghaltak
- Dorottya (1520–1580), aki 1535-ben II. Frigyes rajnai palotagrófhoz, Pfalz választófejedelméhez (1482–1556),
- Krisztina (1521–1590), aki 1534-ben II. Francesco Sforza milánói herceghez (1495–1535), majd 1541-ben I. Ferenc lotaringiai herceghez(wd) ment feleségül.